# Управление криминальных расследований ВВС США
Управление криминальных расследований Военно-воздушных сил США (англ. United States Air Force Office of Special Investigations) — следственный и контрразведывательный орган Военно-воздушных сил США. Организационно он отделён от органов военного управления и войсковых соединений, полностью независим при осуществлении своих функций и подчиняется напрямую министру военно-воздушных сил США. Центральный аппарат размещён в здании «Рассел-Нокс», база Квантико, штат Виргиния.

## История
Управление криминальных расследований Военно-воздушных сил США было учреждено с целью консолидировать и централизовать следственную работу в недавно образованных Военно-воздушных силах США. Управление было учреждено приказом начальника штаба ВВС США Карла Спаатса №1 от 2 января 1948 года. Этим же приказом в должности командира Управления был утверждён Джозеф Фрэнсис Кэрролл, который до этого был сотрудником Федерального бюро расследований, с 1940 года пройдя путь от простого агента до заместителя Джона Эдгара Гувера. Основные функции нового Управления были изложены в официальном письме начальника штаба ВВС США Карла Спаатса от 9 апреля 1948 года, которые сводились к "обеспечению компетентной централизованной службы расследований в интересах всей деятельности Военно-воздушных сил ... применительно к нарушениям Единого кодекса военной юстиции и соответствующих директив". Сменивший Спаатса в должности начальника штаба ВВС США Хойт Ванденберг подписал приказ №29 от 15 июля 1948 года, согласно которому Управлению криминальных расследований ВВС США также передавались полномочия по ведению контрразведывательной деятельности и расследованию преступлений в соответствующей сфере (шпионаж, саботаж, мятеж, подрывная деятельность).
Управление криминальных расследований Военно-воздушных сил США приступило к работе с 1 августа 1948 года.

## Принципы работы

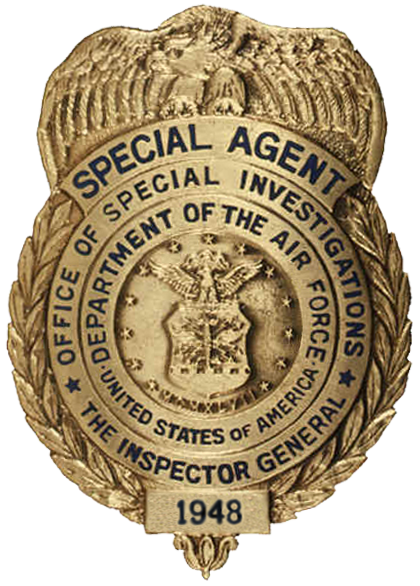
Служебный значок специального агента Управления криминальных расследований Военно-воздушных сил США

Управлением криминальных расследований осуществляет расследование уголовных преступлений, совершённых военнослужащими и гражданским персоналом Военно-воздушных сил США, если соответствующие деяния подпадают под действие Единого кодекса военной юстиции США. Кроме того, Управление занимается ведением дел, связанных с терроризмом, шпионажем в пользу иностранных государств и защитой информационной безопасности, если объектом преступных посягательств являются персонал, имущество, документы, программное обеспечение или базы данных Военно-воздушных сил США.
После образования в 2019 году Космических сил США Управление криминальных расследований Военно-воздушных сил США взяло на себя следственную и контрразведывательную работу в интересах новообразованного вида Вооружённых сил США, так как Космические силы США не имеют собственной следственной и контрразведывательной службы.
Личный состав Управления криминальных расследований состоит как из военнослужащих, так и из гражданского персонала. Общая численность персонала Управления достигает 3000 человек, из которых специальными агентами являются около 2000 человек.

## Руководство
С 16 мая 2019 года командиром Управления криминальных расследований Военно-воздушных сил США является бригадный генерал Терри Буллард. Командир Управления подчиняется напрямую министру военно-воздушных сил США.

## Организационная структура
Центральному аппарату Управления криминальных расследований подчинены следующие полевые командования:
- Региональное командование 1

Отвечает за Командование специальных операций ВВС США, Командование резерва ВВС, Командование материальной части ВВС США
- Региональное командование 2

Отвечает за Боевое авиационное командование, Центральное командование Вооружённых сил США, Южное командование Вооружённых сил США, Стратегическое командование Вооружённых сил США, 12-ю воздушную армию, 16-ю воздушную армию
- Региональное командование 3

Отвечает за Транспортное командование ВВС США, Транспортное командование Вооружённых сил США, Командование специальных операций США, Вашингтонский округ ВВС США, Службу охраны Пентагона
- Региональное командование 4

Отвечает за Учебное авиационное командование, 2-ю воздушную армию, 19-ю воздушную армию, Университет ВВС США
- Региональное командование 5

Отвечает за Командование ВВС США в Европе и Африке, Африканское командование Вооружённых сил США, Европейское командование Вооружённых сил США, 3-ю воздушную армию
- Региональное командование 6

Отвечает за Тихоокеанские военно-воздушные силы, Индо-Тихоокеанское командование Вооружённых сил США, Тихоокеанское командование специальных операций, 5-ю воздушную армию, 7-ю воздушную армию, 11-ю воздушную армию
- Региональное командование 7

Отвечает за Космические силы США, Командование космических операций, Командование глобальных ударов ВВС США, Северное командование Вооружённых сил США, 8-ю воздушную армию, 20-ю воздушную армию, Академию ВВС США
Региональным командованиям, в свою очередь, подчинены полевые отряды, общее число которых достигает 255. Эти отряды располагаются как на территории США, так и на территории иностранных государств.

## Вооружение
Табельным оружием специальных агентов Управления криминальных расследований Военно-воздушных сил США является пистолет SIG Sauer P228. В зависимости от конкретной миссии агентам может также выдаваться автоматический карабин на базе М4 или пистолет-пулемёт HK MP5.

## В популярной культуре
- В фильме На крючке актриса Розарио Доусон сыграла роль специального агента Управления криминальных расследований Военно-воздушных сил США Зои Перес.
- В первой серии второго сезона телесериала Американцы агенты КГБ Филипп Дженнингс (Мэттью Риз) и Эмметт Коннорс (Джереми Дэвидсон) носили бейджи специальных агентов Управления криминальных расследований Военно-воздушных сил США.